# Trhypochthoniellus longisetus
Trhypochthoniellus longisetus är en kvalsterart som först beskrevs av Berlese 1904.  Trhypochthoniellus longisetus ingår i släktet Trhypochthoniellus och familjen Trhypochthoniidae.

## Underarter
Arten delas in i följande underarter:
- T. l. longisetus
- T. l. brasilensis
- T. l. canadensis